# Gran Ducado de Berg
El Gran Ducado de Berg (en alemán: Großherzogtum Berg) fue establecido por Napoleón Bonaparte después de su victoria en la Batalla de Austerlitz en 1805 en los territorios entre el Imperio francés en el río Rin y el Reino de Westfalia en Alemania.

## Historia
La anexión francesa del Ducado de Jülich (en francés: Juliers) durante las guerras revolucionarias francesas en 1794 había separado de nuevo los dos ducados de Jülich y Berg, que desde 1614 habían sido ambos gobernados en unión personal por los duques del Palatinado-Neoburgo de la Casa de Wittelsbach. En 1803 el heredero de Palatinado-Neoburgo, el elector bávaro Maximiliano José, separó el Ducado de Berg de los otros territorios bávaros y lo concedió a su primo Guillermo del Palatinado-Zweibrücken-Birkenfeld-Gelnhausen como administrador, a partir de lo cual pasó a ser gobernado por una rama menor de los Wittelsbach.

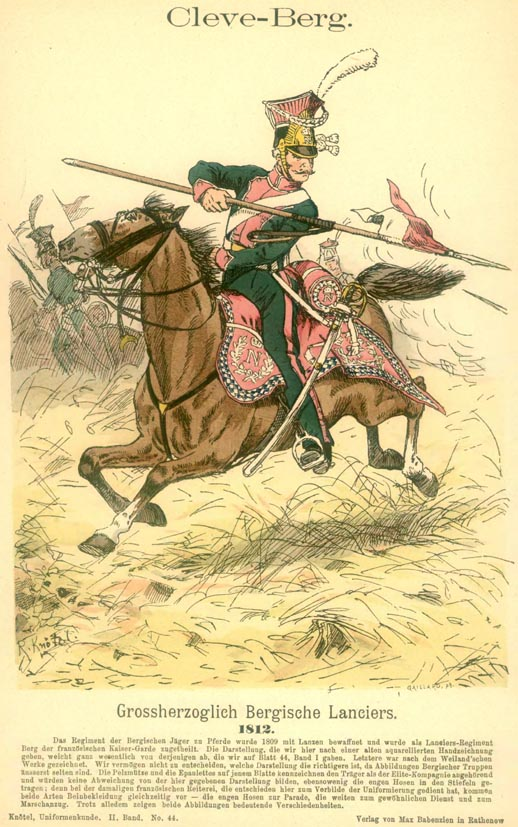
Lancero gran ducal de la Guardia Imperial, 1812.

En 1806, en la reorganización de Alemania ocasionada por la disolución del Sacro Imperio Romano Germánico, Maximiliano I José, ahora rey de Baviera, cedió Berg a Napoleón a cambio del Principado de Ansbach. El 15 de marzo de 1806 el emperador francés puso Berg bajo el gobierno de su cuñado Joachim Murat, incluyendo territorios del antiguo Ducado de Cléveris prusiano al este del río Rin. El escudo de armas de Murat combinaba el león rojo de Berg con las armas de Cléveris. El ancla y los bastones fueron incorporados debido a la posición de Murat como Gran Almirante y Mariscal del Imperio. Como marido de una hermana de Napoleón, también tenía el derecho a utilizar el águila imperial. El 12 de julio de 1806 Murat se unió a la Confederación del Rin y asumió el título de gran duque. Sus territorios, fueron posteriormente ampliados con la anexión del Condado de Marck, el Principado-Obispado de Münster, la ciudad imperial de Dortmund y numerosos territorios menores del Círculo de Baja Renania-Westfalia. 
Tras el ascenso de Murat como rey de Nápoles en 1808, Berg fue en un principio directamente gobernado por Napoleón en unión personal. Al año siguiente, eligió a su sobrino todavía infante, el Príncipe Napoleón Luis Bonaparte (1804-1831), el hijo mayor de su hermano Luis Bonaparte, rey de Holanda, como Gran Duque de Berg; burócratas franceses encabezados por Pierre Louis Roederer administraron el territorio en su nombre. Durante nueve días en julio de 1810, el Gran Duque Napoleón Luis también gobernó sobre el reino de Holanda en unión personal.
El declive económico debido al fracaso del Sistema Continental impuesto por Napoleón llevó a una serie de revueltas y alzamientos. La corta existencia del Gran Ducado llegó a su fin, cuando las fuerzas francesas retrocedieron derrotadas en la batalla de Leipzig y las tropas de la coalición toman Düsseldorf el 12 de noviembre de 1813. El territorio fue entonces administrado por Prusia, que incorporó oficialmente el antiguo Gran Ducado de acuerdo con el Acta Final del Congreso de Viena de 1815. Berg se convirtió en parte de la Provincia de Jülich-Cléveris-Berg, siendo los territorios orientales de Münster y Marck fusionados en la Provincia de Westfalia.

## Escudo de armas

Escudo de armas del Gran Ducado de Berg (1806-1809).
Escudo de armas del Gran Ducado de Berg (1809-1813).

## Departamentos
| - Ems (anexionado a Francia en 1811) - Coesfeld - Münster - Lingen | - Rin - Düsseldorf - Elberfeld - Essen - Mülheim an der Ruhr | - Ruhr - Dortmund - Hagen - Hamm | - Sieg - Dillenburg - Siegen |